# Buckingham (Illinois)
Buckingham – wieś w Stanach Zjednoczonych, w stanie Illinois, w hrabstwie Kankakee.